# Stadsbrug Weert

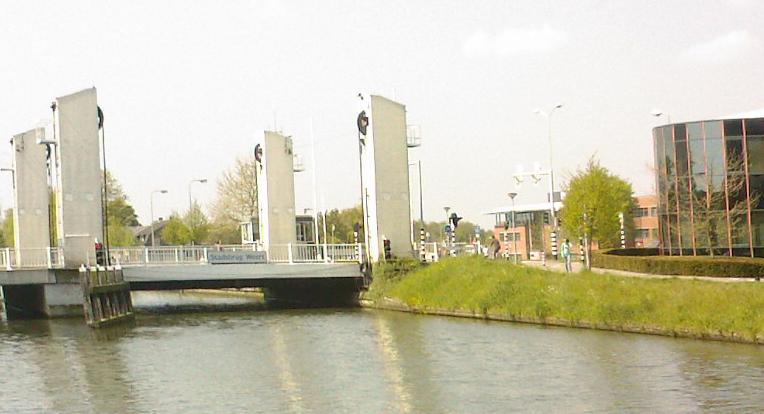
De Stadsbrug vóór de onderhoudswerkzaamheden in 2009

De Stadsbrug van Weert (Limburgs: Statterbrök) is een brug over de Zuid-Willemsvaart in Weert. De brug is gelegen in het centrum van de stad en vormt de voornaamste verbinding tussen het centrum en de noordzijde van het kanaal, naast de Biesterbrug even verderop. De huidige brug is een hefbrug met vier pylonen en dateert uit 1968. In 2009 vonden grote onderhoudswerkzaamheden plaats.
De stadsbrug is van het type hefbrug vanwege de mogelijkheid tot het realiseren van een breed wegdek en de onmogelijkheid tot het bouwen van dijklichamen en aanritten die nodig zouden zijn voor een vaste brug. Dit vanwege de nabijheid van bebouwing in het centrum. De brug vormt een van de voornaamste invalswegen van het Weerter stadscentrum. Wanneer de brug geopend is zorgt dit voor grote verkeersopstoppingen in het centrum.
De huidige hefbrug ligt enkele tientallen meters ten oosten van de oude Stadsbrug die tot 1968 in gebruik was. De toenmalige draaibrug werd vervangen vanwege capaciteitsproblemen. De brug was te smal voor het groeiende wegverkeer, en het draaipunt in het midden van het kanaal was een obstakel voor de scheepvaart. Bovendien moest de brug handmatig geopend en gesloten worden wat erg veel tijd in beslag nam.
De plek van de oude brug is nog goed zichtbaar. Naast de hoofdrijbaan die naar de huidige brug toe leidt op het plein vóór de brug, ligt een smallere parallelrijbaan die thans is afgesloten voor het verkeer. Dit is de voormalige aanrit naar de brug.
In 2009 werd de brug door de gemeente Weert geheel opgeknapt en vernieuwd. Dat onderhoud nodig was werd pijnlijk duidelijk in 2008 toen een motor van de ophaalinstallatie het begaf waardoor het brugdek naar beneden viel op een passerend vrachtschip. Door de snelle reactie van de brugwachter die op de ‘noodrem’ drukte werd al te grote schade aan het schip en aan de brug voorkomen. Ook waren er in de jaren voor het onderhoud steeds vaker kleinere technische problemen. Tijdens de onderhoudswerkzaamheden is het brugdek geheel geverfd en van een nieuw wegdek voorzien. Technische installaties zijn vervangen en de pylonen zijn mat zwart gemaakt en voorzien van LED-sfeerverlichting. Na voltooiing van de werkzaamheden is het beheer en onderhoud van de brug door de gemeente overgedragen aan Rijkswaterstaat.